# Mitridae
Famille
Mitridae est une famille de mollusques gastéropodes marins de l'ordre des Neogastropoda.

## Caractéristiques
La famille des Mitridae compte 13 genres regroupant plus de 400 espèces. Leur coquille caractéristique est le plus souvent fusiforme, spiralée et allongée, avec une ouverture étroite et longue. On les trouve dans les eaux tropicales et tempérées.  La plupart vivent en milieu corallien mais il existe des espèces vivant à de grandes profondeurs . Les mitres, dont la diète est très spécialisée, se nourrissent presque exclusivement de vers sipunculiens.
La famille des Mitridae a été créée par William Swainson (1789-1855) en 1831.

## Liste des sous-familles et genres
Toutes les espèces de cette famille ont historiquement été classées dans le genre-type Mitra, mais une vaste révision de 2018 en a redistribué la plupart des espèces dans d'autres genres. 
Selon World Register of Marine Species (23 septembre 2018) :
- genre Atrimitra Dall, 1918
- genre Calcimitra Huang, 2011
- genre Cancilla Swainson, 1840
- genre Cancillopsis Fedosov, Herrmann, Kantor & Bouchet, 2018
- genre Carinomitra Fedosov, Herrmann, Kantor & Bouchet, 2018
- genre Condylomitra Fedosov, Herrmann, Kantor & Bouchet, 2018
- genre Dibaphimitra W.O. Cernohorsky, 1970
- genre Domiporta Cernohorsky, 1970
- genre Episcomitra Monterosato, 1917
- genre Eumitra R. Tate, 1889
- genre Fusidomiporta Fedosov, Herrmann, Kantor & Bouchet, 2018
- genre Fusimitra T.A. Conrad, 1855
- genre Gemmulimitra Fedosov, Herrmann, Kantor & Bouchet, 2018
- genre Imbricaria Schumacher, 1817
- genre Imbricariopsis Fedosov, Herrmann, Kantor & Bouchet, 2018
- genre Isara H. Adams & A. Adams, 1853
- genre Mitra Lamarck, 1798
- genre Nebularia Swainson, 1840
- genre Neocancilla Cernohorsky, 1966
- genre Neotiara Fedosov, Herrmann, Kantor & Bouchet, 2018
- genre Pleioptygma T.A. Conrad, 1863
- genre Probata Sarasúa, 1989
- genre Profundimitra Fedosov, Herrmann, Kantor & Bouchet, 2018
- genre Pseudonebularia Fedosov, Herrmann, Kantor & Bouchet, 2018
- genre Pterygia Roding, 1798
- genre Quasimitra Fedosov, Herrmann, Kantor & Bouchet, 2018
- genre Roseomitra Fedosov, Herrmann, Kantor & Bouchet, 2018
- genre Scabricola Swainson, 1840
- genre Strigatella Swainson, 1840
- genre Subcancilla Olsson & Harbison, 1953
- genre Swainsonia H. Adams & A. Adams, 1853
- genre Ziba H. & A. Adams, 1853

## Galerie

Scabricola
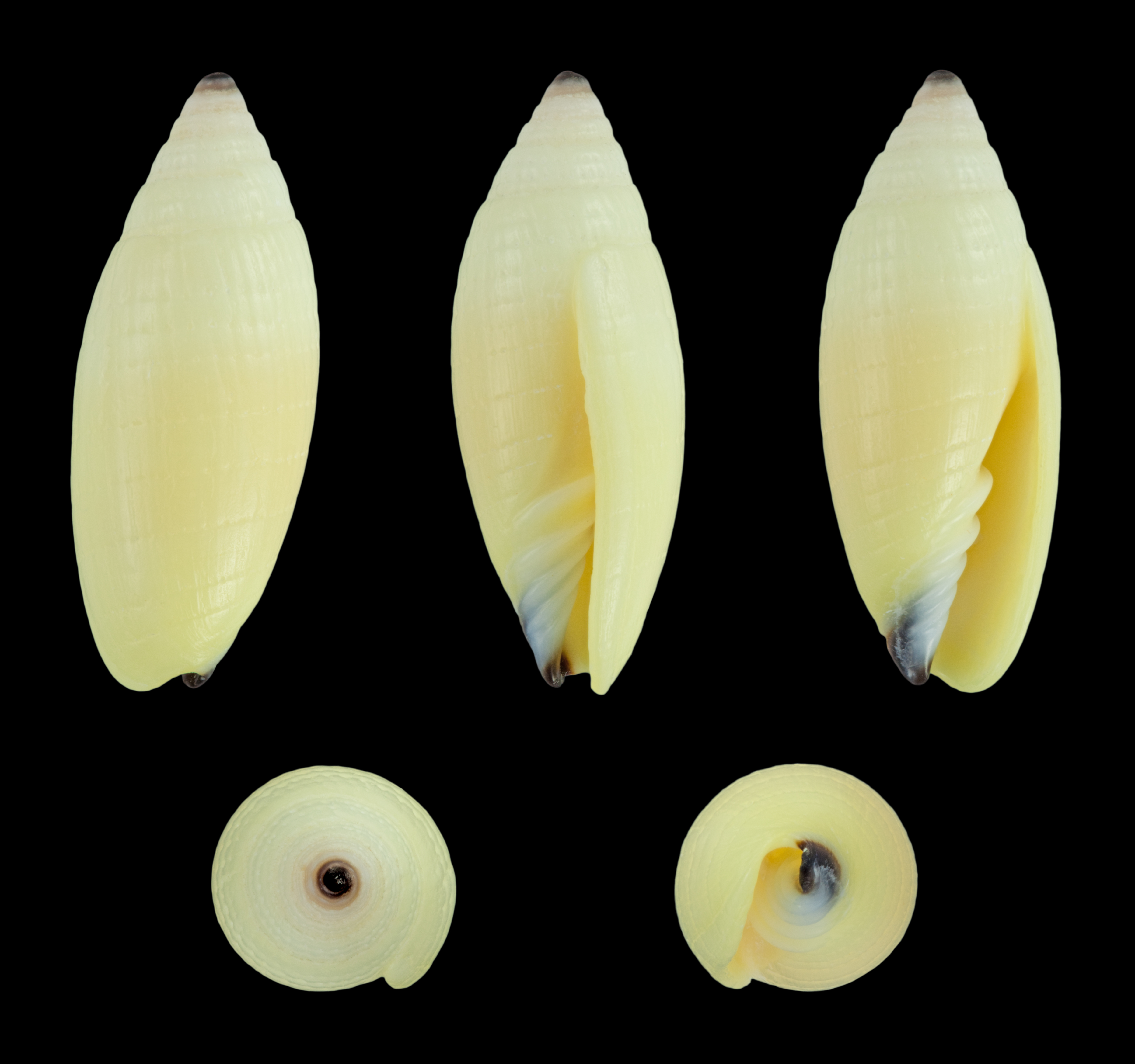
Scabricola olivaeformis
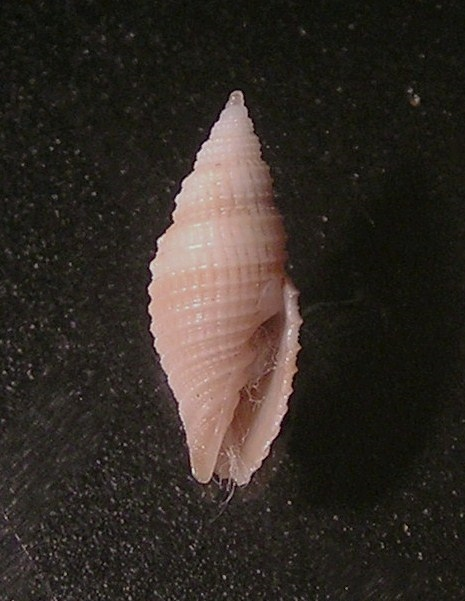
Scabricola padangensis
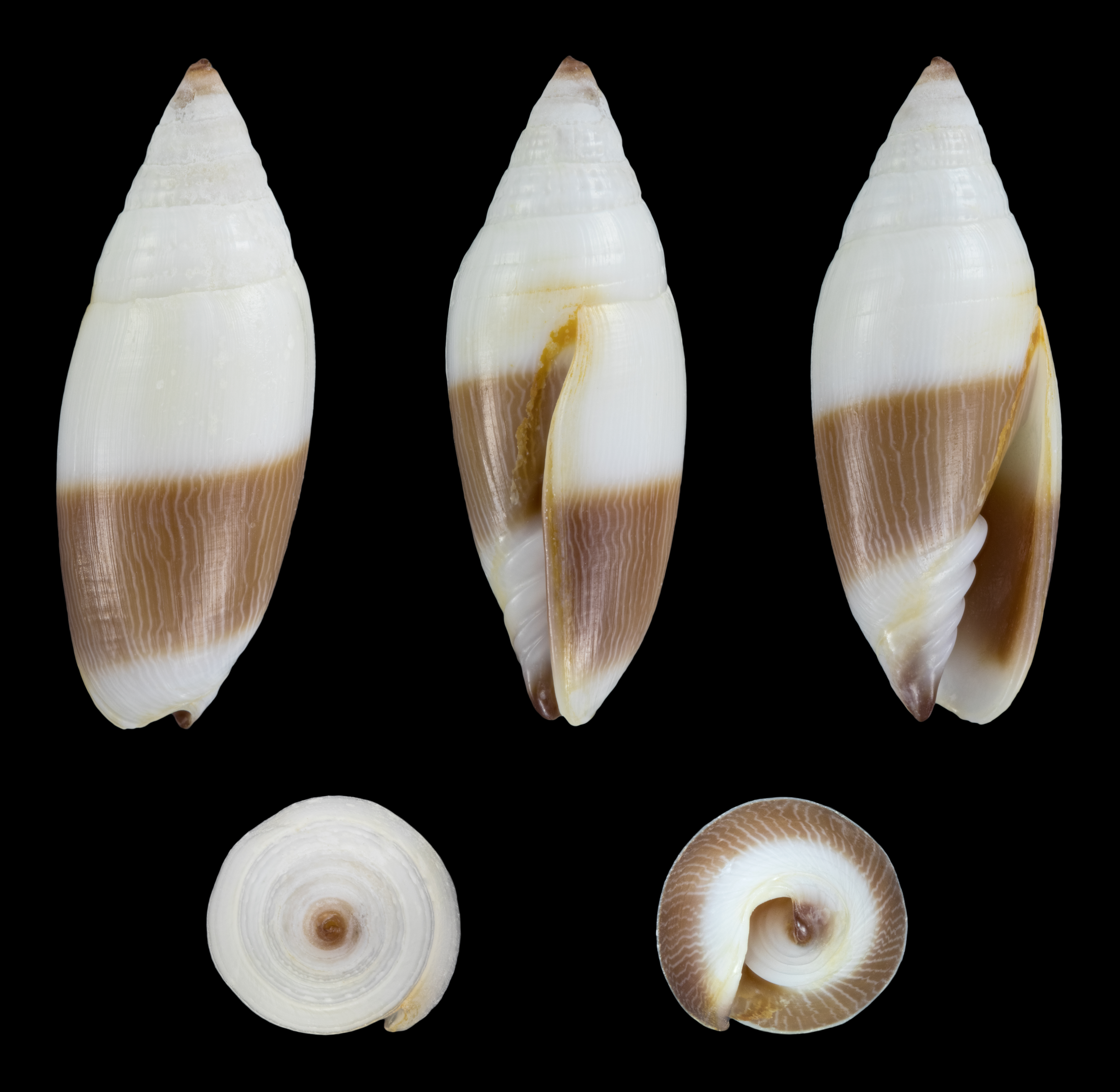
Scabricola bicolor

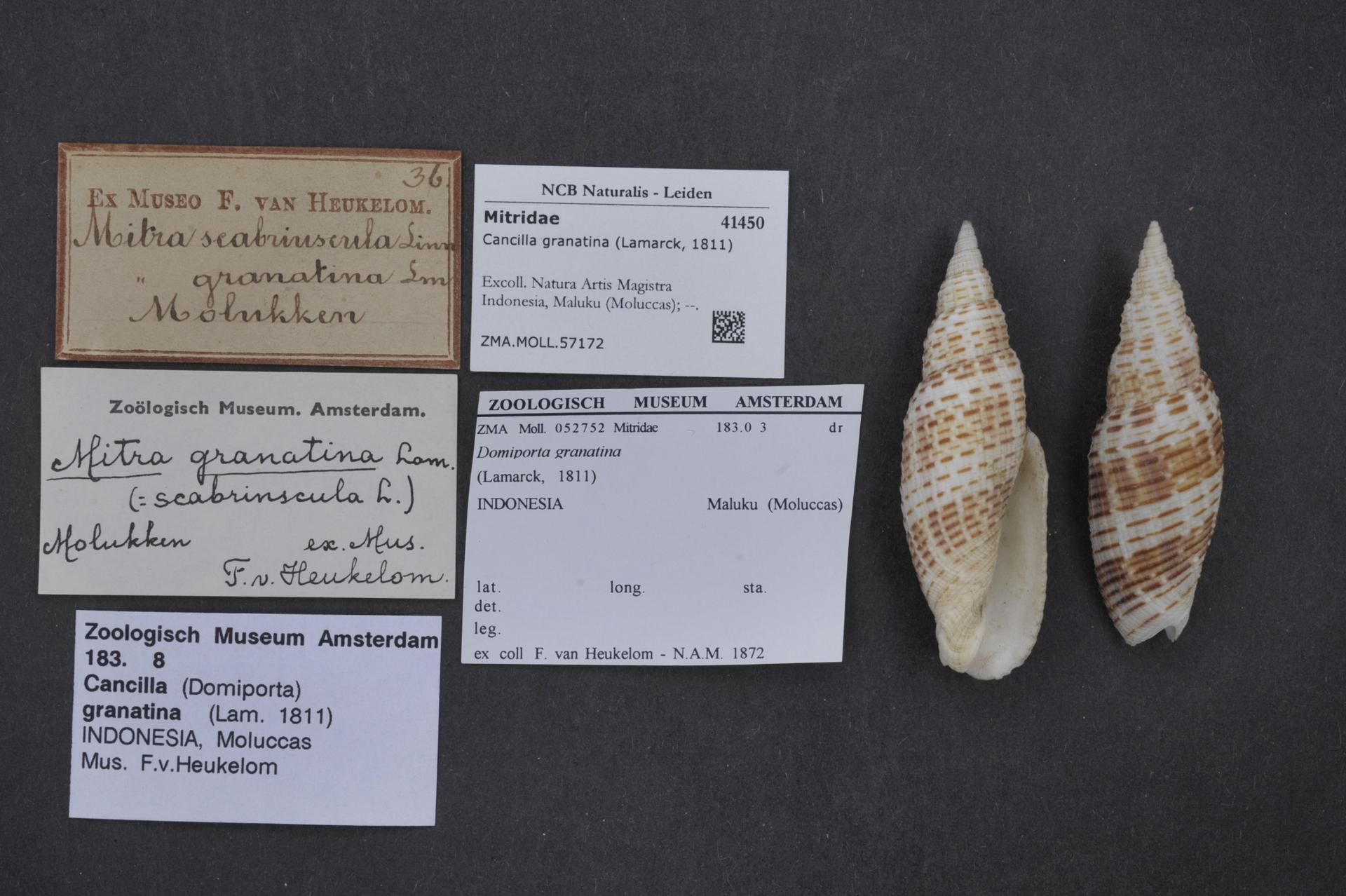
Cancilla granatina
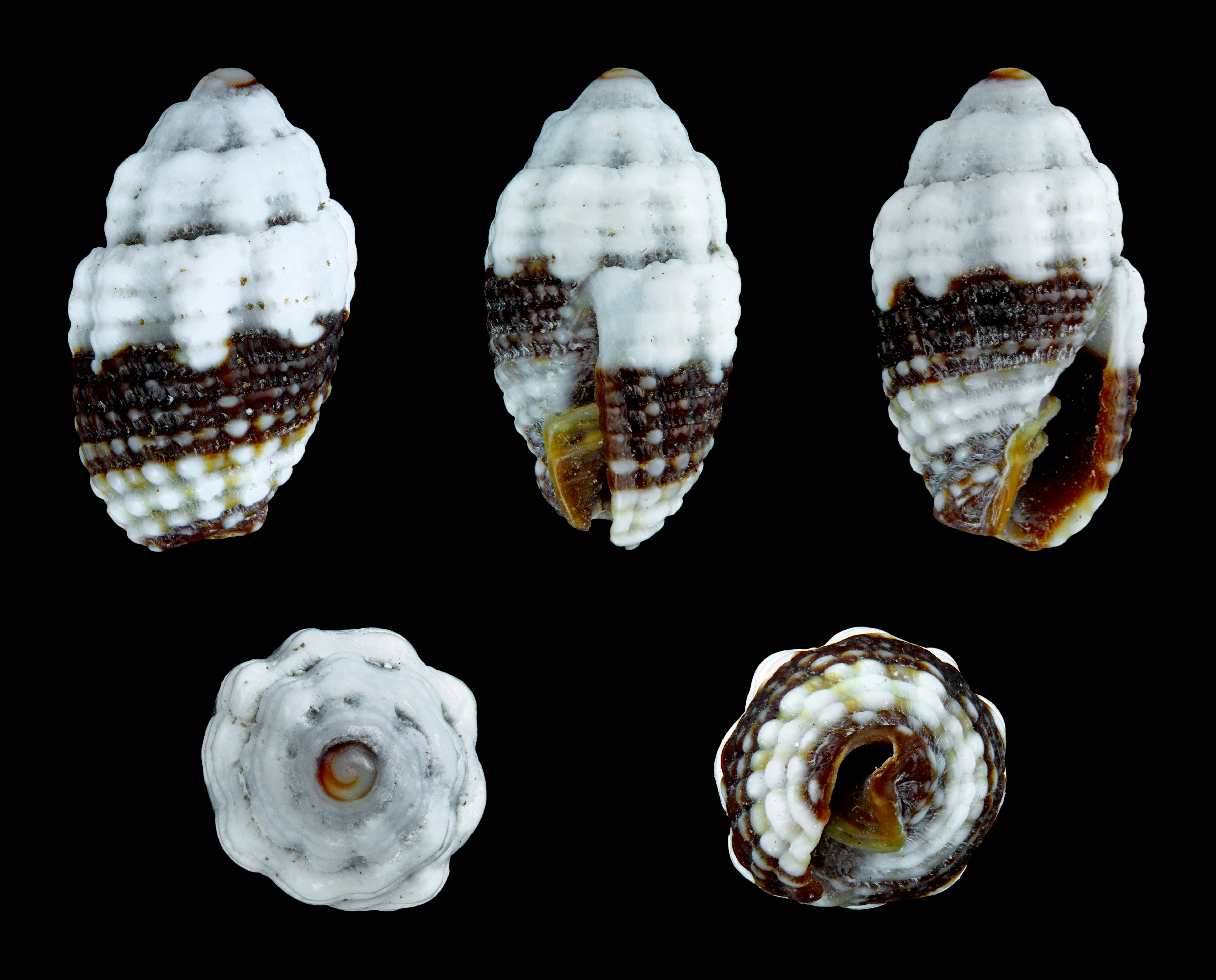
Condylomitra tuberosa
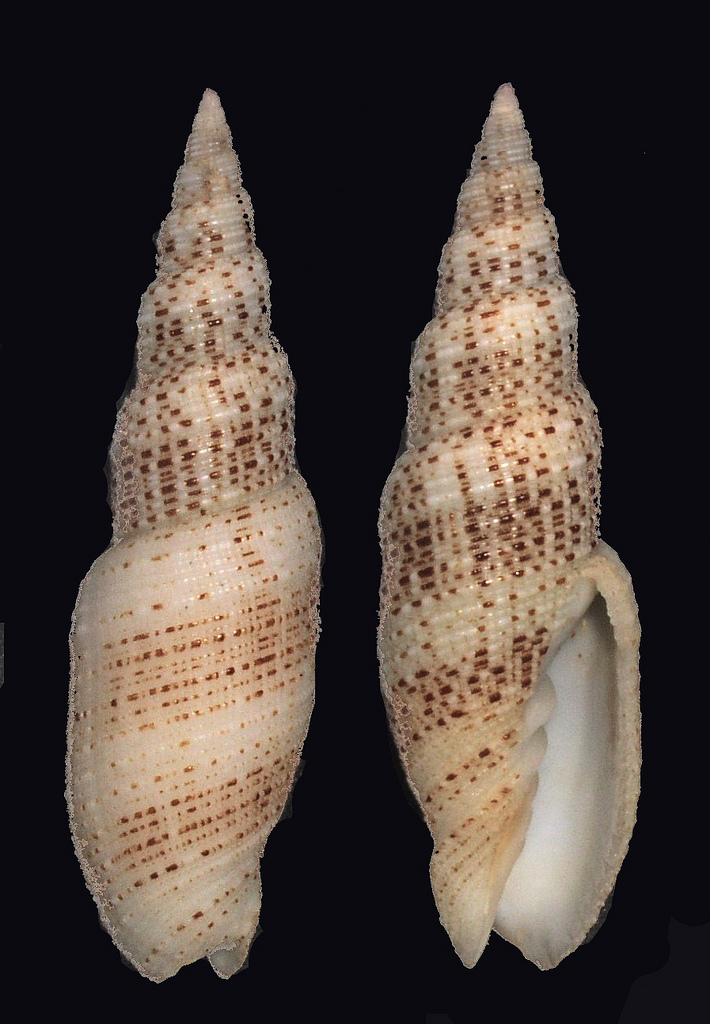
Domiporta gloriola
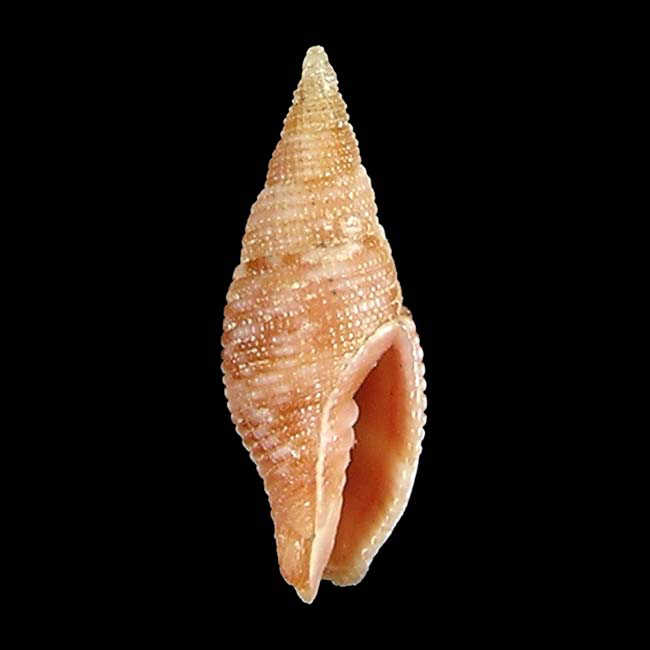
Gemmulimitra strongae
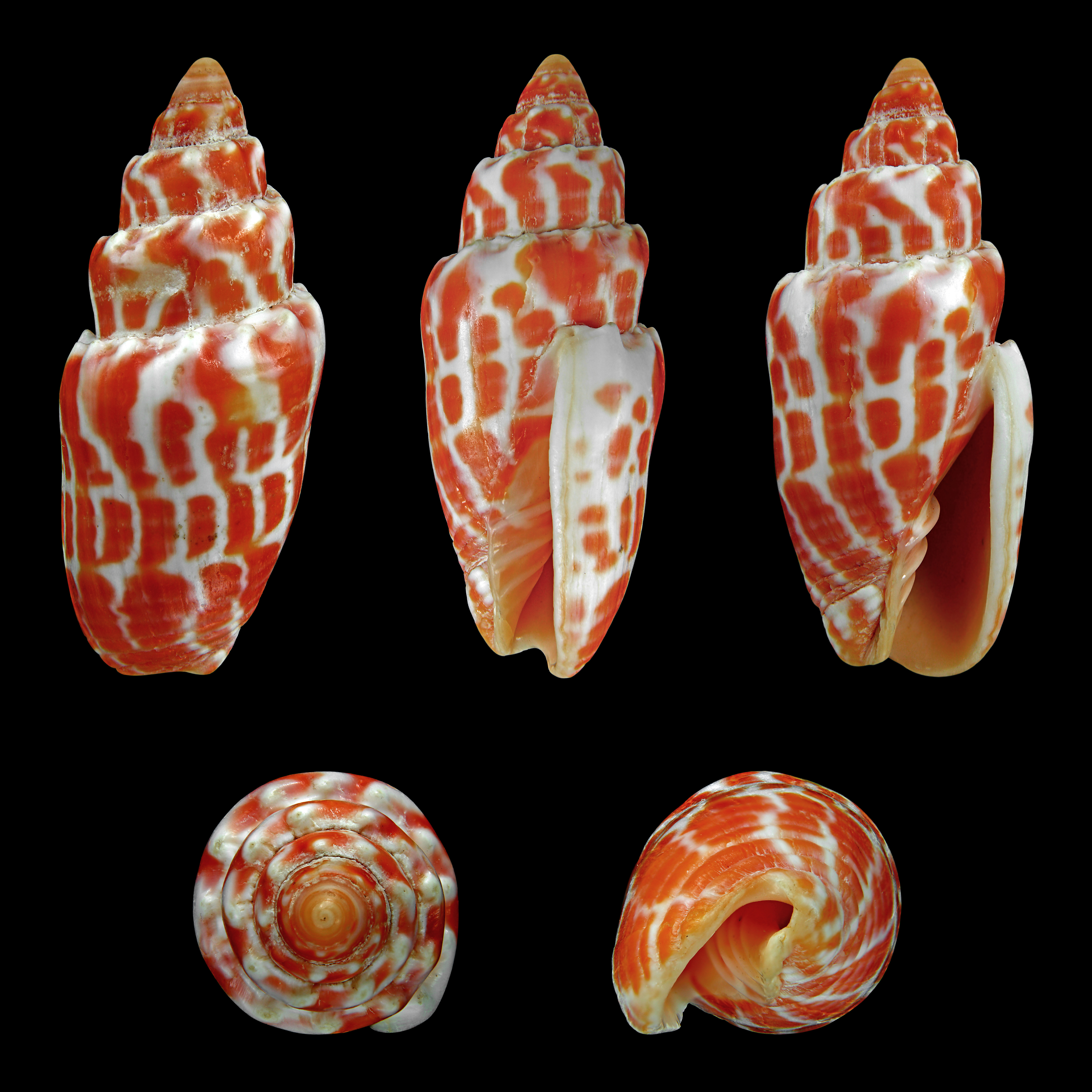
Mitra stictica
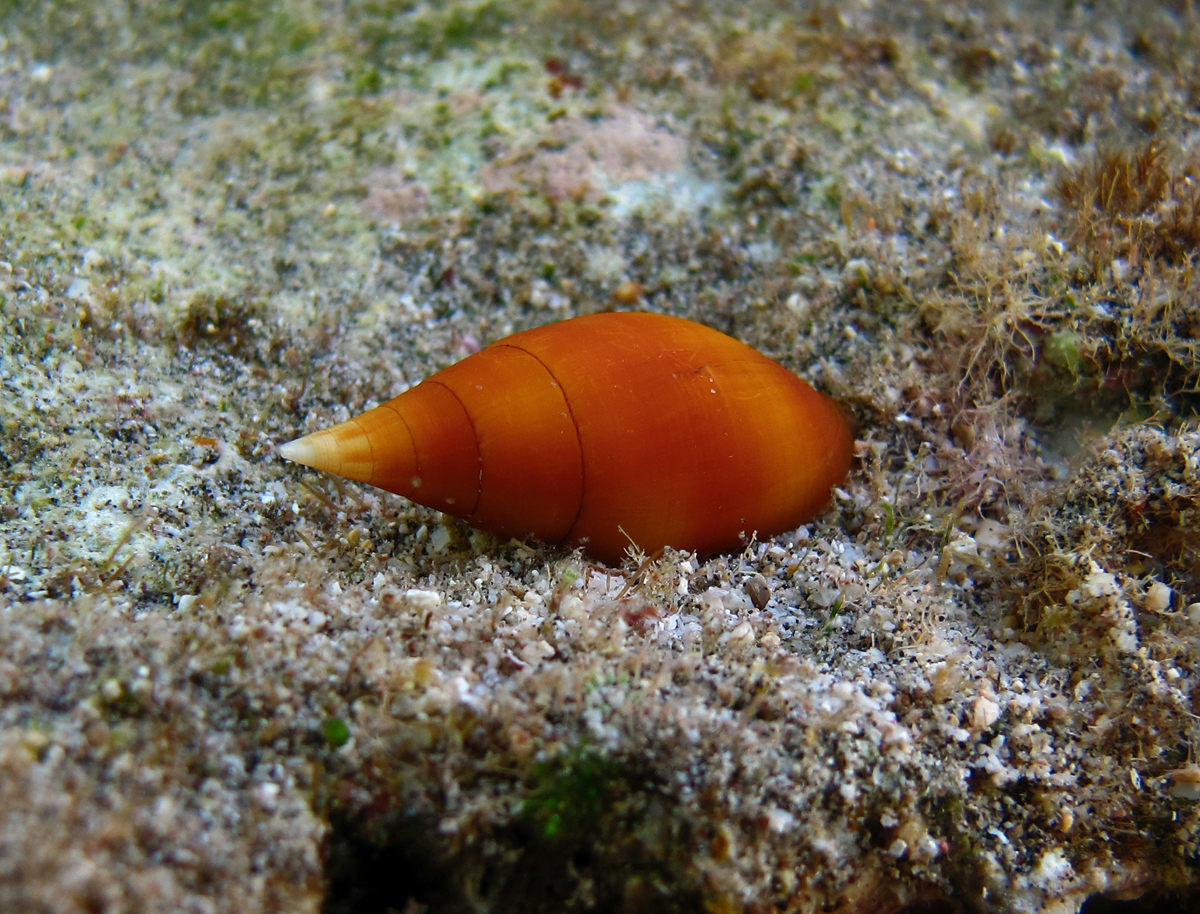
Nebularia acuminata
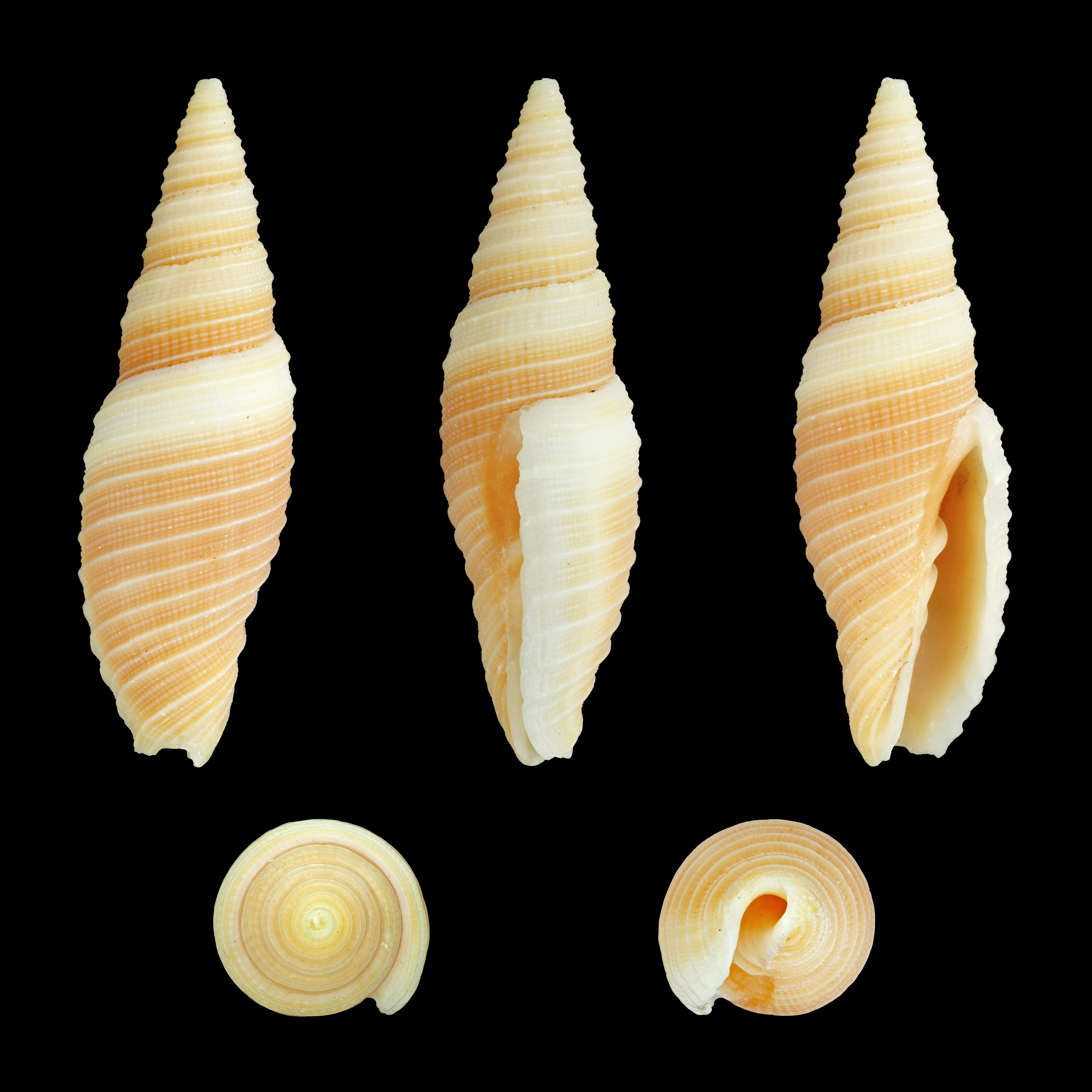
Neocancilla circula
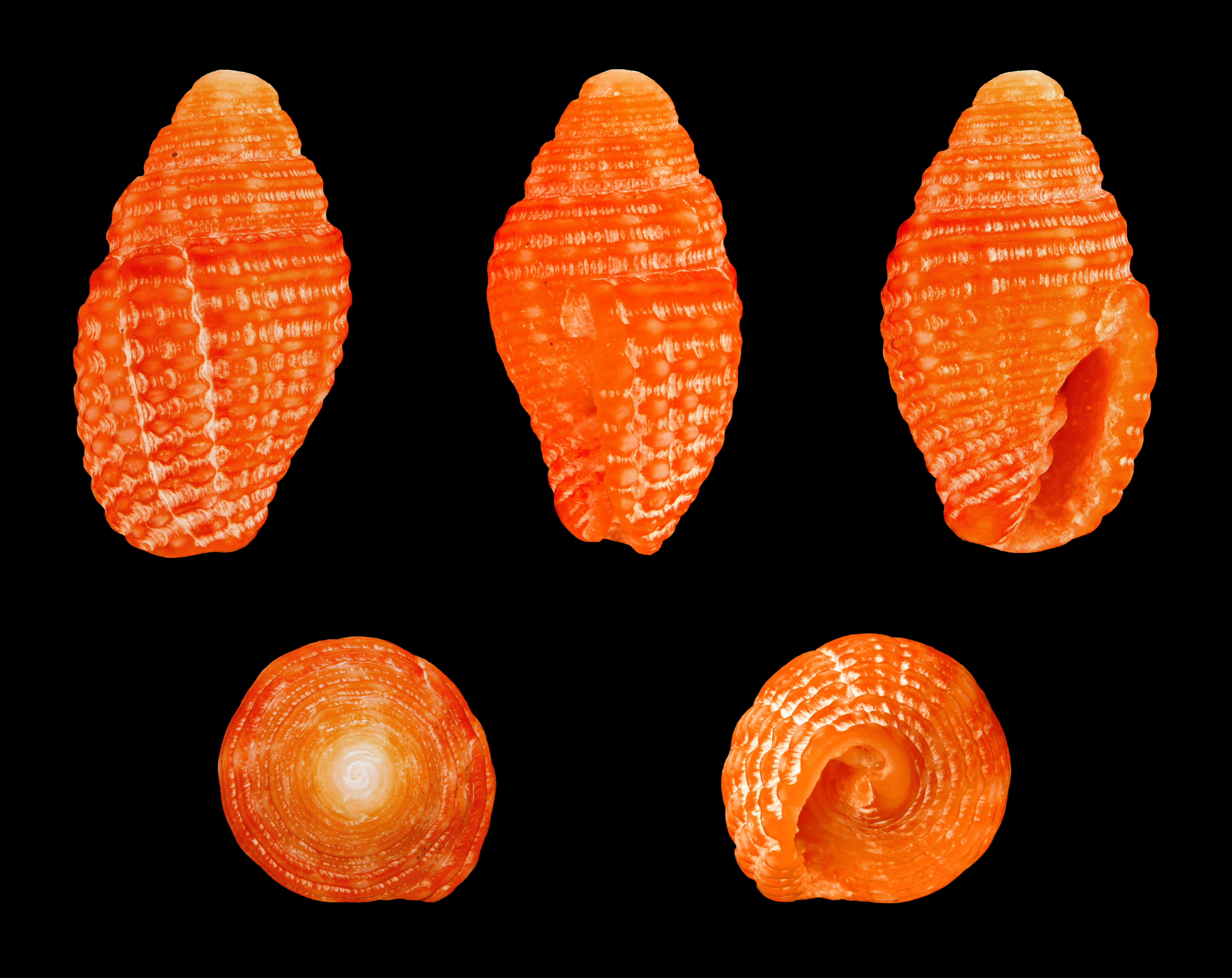
Pseudonebularia chrysalis
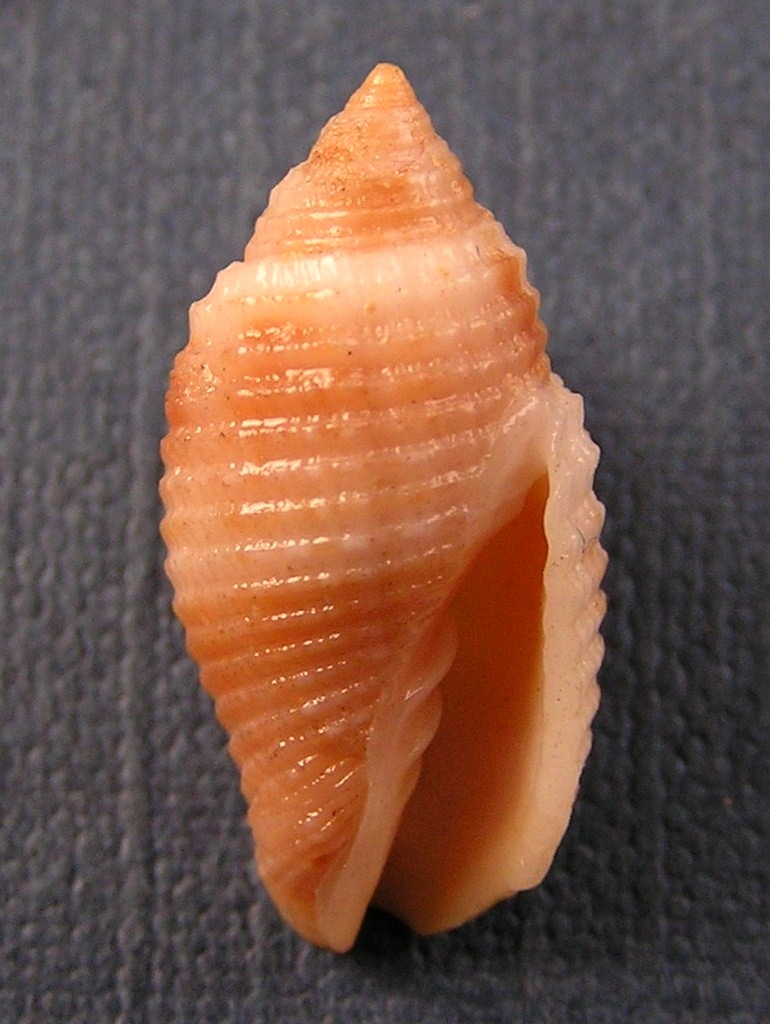
Pterygia scabricula
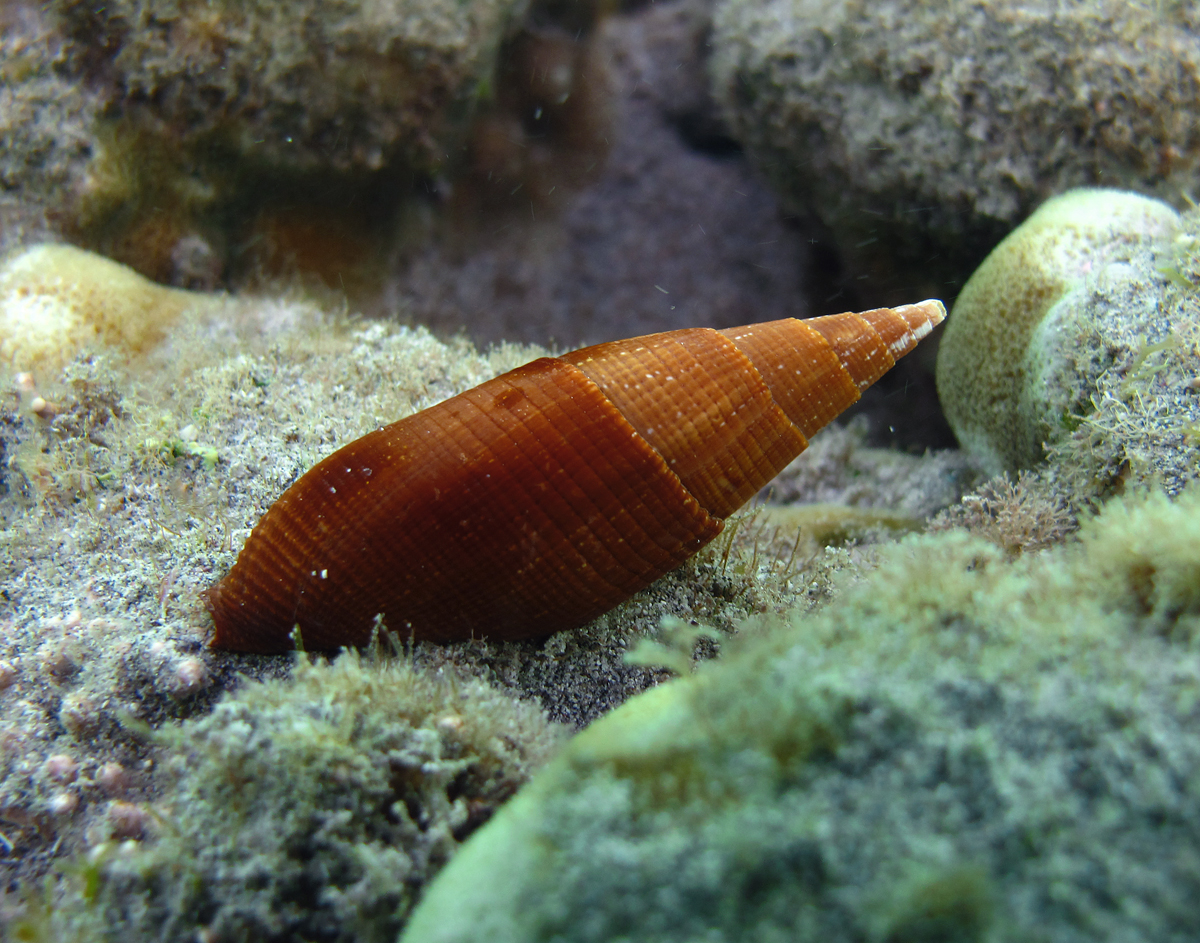
Strigatella coffea
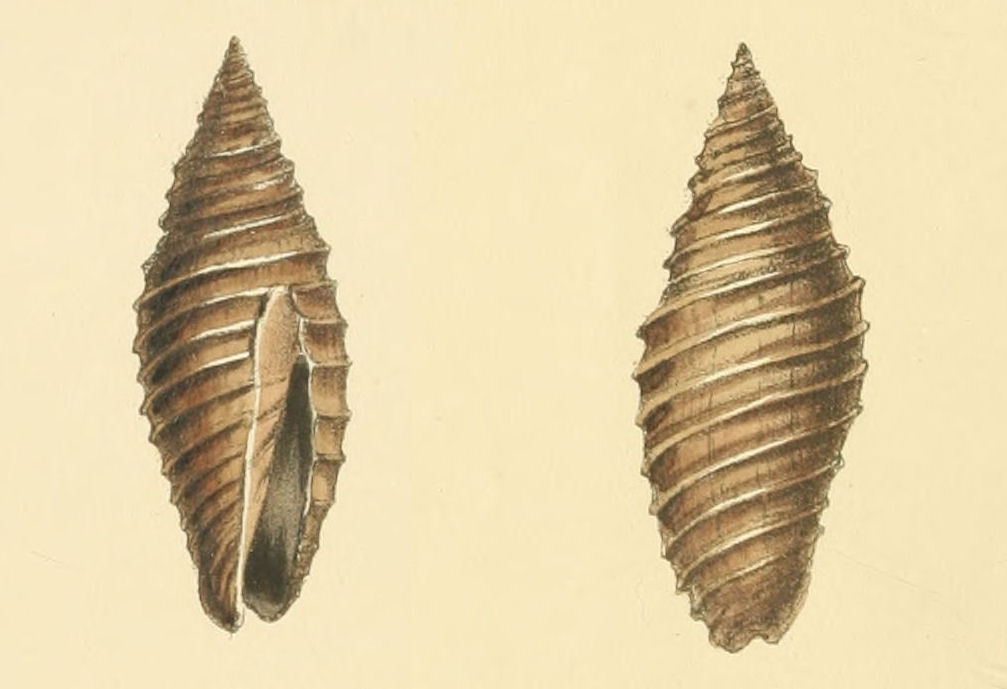
Subcancilla sulcata
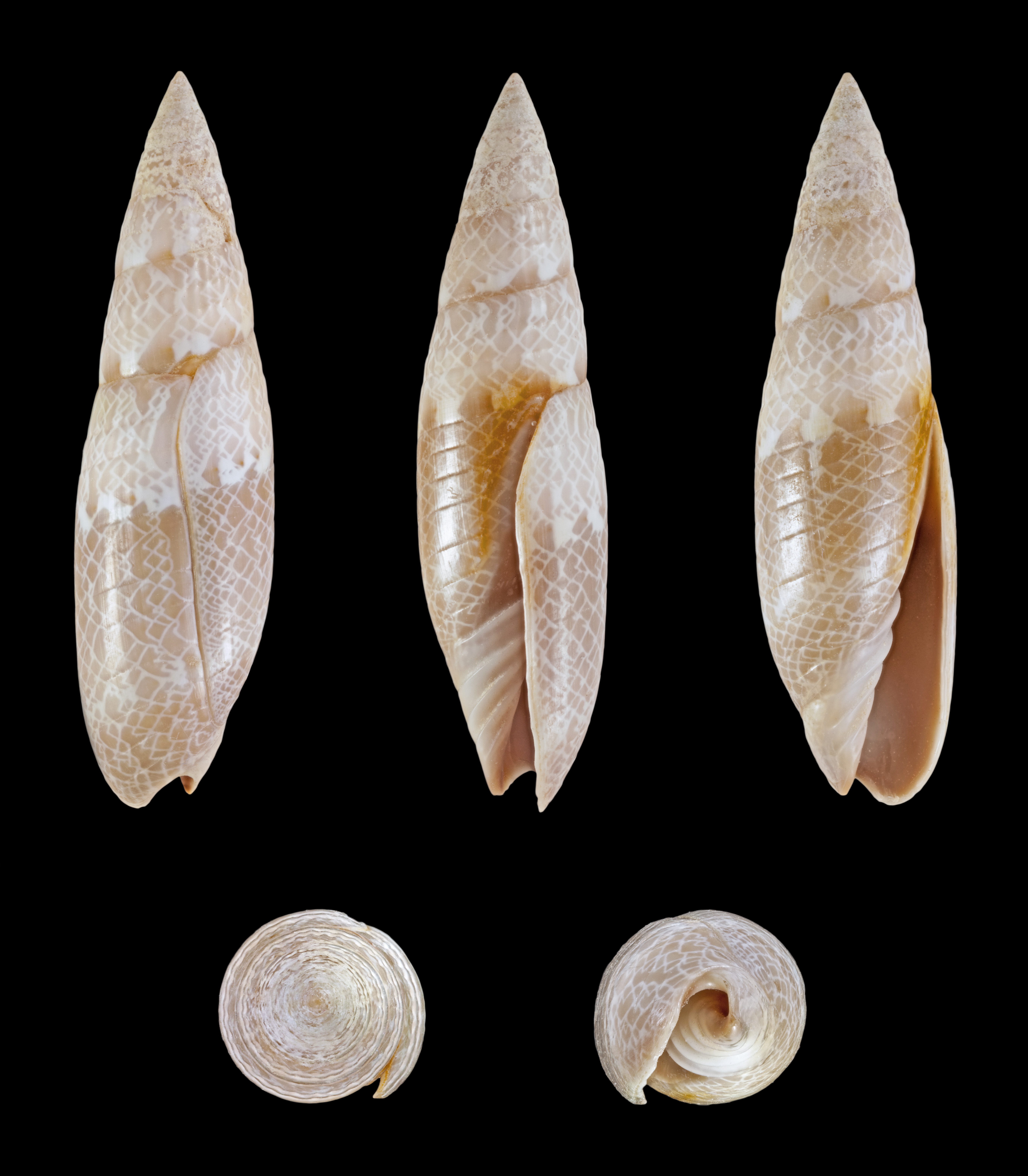
Swainsonia fissurata
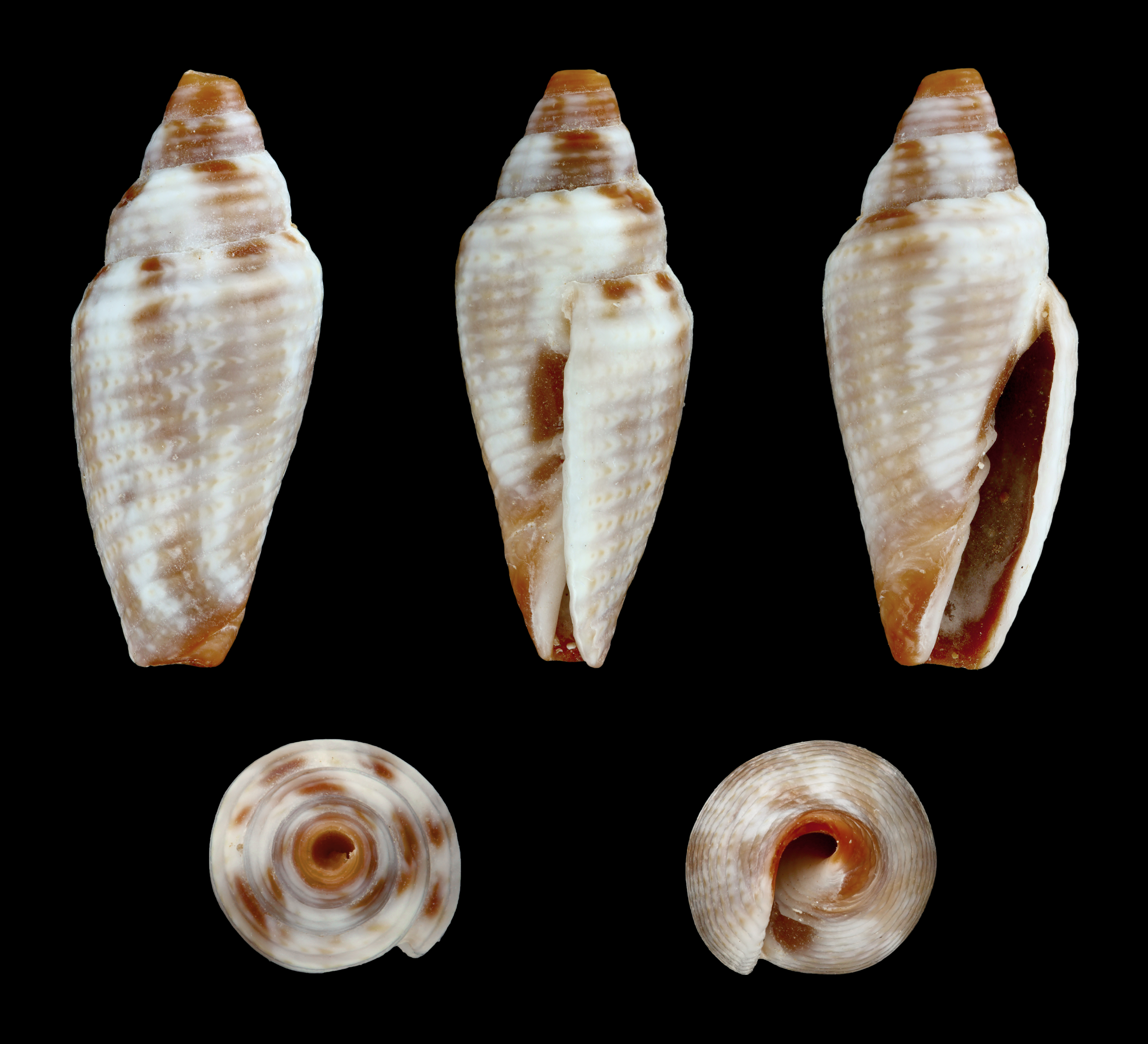
Ziba bacillum